# 화촌면
화촌면(化村面)은 강원특별자치도 홍천군의 중부에 위치한 면이다.

## 개요
홍천읍에서 동해안 속초시로 가는 국도 제44호선변에 위치하고 있으며, 공작산, 군업강변, 대진교 강변, 주음치 강변 등의 천연 관광 자원이 많은 곳으로 홍천군의 젖줄인 홍천강이 유유히 흐르는 아름다운 고장이다.

## 교육
- 화촌초등학교 (성산리)
  - 벌촌분교 (폐교) - 야시대로 368 (야시대리)
- 구송초등학교 (송정리)
  - 영신분교 (폐교) - 가락재로 369 (풍천리)
  - 화성분교 (폐교) - 무수터길 69 (구성포리)
- 삼포초등학교 (내삼포리)
  - 군업분교 (폐교) - 구룡령로 578-10 (군업리)
- 군평초등학교 (폐교) - 구룡령로 1199 (장평리)
- 화촌중학교 (내삼포리)

## 연혁
- 신라시대 : 화산현에 속함
- 1018년(현종9년) : 홍천군 편입
- 1413년(태종13년) : 홍천군 화촌면이라 칭함
- 1895년(고종32년) : 홍천군 화촌면으로 확정
- 1945년 : 해방후 성산리에 면사무소 설치
- 1950년 : 6·25사변 후 청사소실로 외삼포1리에 이전
- 1952년 : 성산리로 청사 복구
- 1955년 : 구청사 건립
- 1973년 7월 1일 : 춘성군 동산면 풍천리를 편입함[1]
- 1988년 1월 30일 : 현청사 신축, 사무개시

## 행정 구역
| 법정리   | 한자명   | 행정리               | 비고            |
| -------- | -------- | -------------------- | --------------- |
| 구성포리 | 九城浦里 | 구성포1리, 구성포2리 |                 |
| 군업리   | 君業里   | 군업1리, 군업2리     |                 |
| 굴운리   | 屈雲里   | 굴운리               |                 |
| 내삼포리 | 內三浦里 | 내삼포리             |                 |
| 성산리   | 城山里   | 성산1리, 성산2리     | 면사무소 소재지 |
| 송정리   | 松亭里   | 송정리               |                 |
| 야시대리 | 也是垈里 | 야시대1리, 야시대2리 |                 |
| 외삼포리 | 外三浦里 | 외삼포1리, 외삼포2리 |                 |
| 장평리   | 長坪里   | 장평1리, 장평2리     |                 |
| 주음치리 | 酒飮峙里 | 주음치리             |                 |
| 풍천리   | 楓川里   | 풍천1리, 풍천2리     |                 |